# 無名角
無名角（英語：Nameless Point）是南極洲的海岬，位於南喬治亞群島，處於露脊鯨灣入口處西北部，由英國研究隊繪入地圖和命名，由英國海外領土管轄。